# Filtro de Linkwitz–Riley

Comparación de la respuesta de magnitud de los filtros de paso bajo y paso alto de segundo orden de Butterworth y Linkwitz-Riley sumados. La suma de los filtros Butterworth tienen un pico de + 3dB a la frecuencia de cruce, mientras que los filtros L-R la suma de las salidas es plana.

Un filtro de Linkwitz-Riley (L-R) es un filtro de respuesta de impulso infinito usado en un filtro de cruce,  Linkwitz-Riley, el nombre de sus inventores Siegfried Linkwitz y Russ Riley . Este tipo de filtro se describió originalmente en Active Crossover Networks for Noncoincident Drivers en Journal of the Audio Engineering Society. También se conoce como filtro cuadrado de Butterworth. Un filtro de cruce de Linkwitz-Riley "L-R" consiste en una combinación en paralelo de un filtro L-R paso bajo y uno de paso alto. Los filtros generalmente se diseñan conectando en cascada dos filtros de Butterworth, cada uno de los cuales tiene una ganancia  de − 3 dB en la frecuencia de corte. El filtro de Linkwitz-Riley resultante tiene una ganancia de − 6 dB en la frecuencia de corte. Esto significa que, al sumar las salidas de paso bajo y paso alto, la ganancia en la frecuencia de cruce será 0 dB, por lo que el filtro de cruce se comporta como un filtro pasa todo, con una respuesta de amplitud plana y una respuesta de fase  que cambia suavemente. Esta es la mayor ventaja de los filtros de cruce L-R en comparación con los filtros de Butterworth de orden par, cuya salida sumada tiene un +3 Pico de dB a la frecuencia de cruce. Poniendo en cascada dos filtros de Butterworth de orden (n) nos dará un filtro de Linkwitz-Riley de orden (2n), teóricamente cualquier filtro de cruce de orden (2n) Linkwitz-Riley puede ser diseñado. Sin embargo, los cruces de orden superior a 4 pueden tener peor facilidad de uso debido a su complejidad y al tamaño creciente del pico en el retardo de grupo alrededor de la frecuencia de cruce.

## Tipos habituales

### Filtro de cruce de Linkwitz-Riley de segundo orden (L-R2)
Los filtros de cruce de Linkwitz-Riley de segundo orden (L-R2) tienen una pendiente de 12 dB/octava (40 dB/década). Se pueden realizar conectando en cascada dos filtros unipolares o utilizando una topología de filtro Sallen Key con un valor Q0 de 0,5. Existe una diferencia de fase de 180 ° entre la salida de paso bajo y paso alto del filtro, que puede corregirse invirtiendo una de las señales. En los altavoces, esto generalmente se hace invirtiendo la polaridad de un transductor si el filtro de cruce es pasivo . Para filtro de cruce activos  la inversión generalmente se realiza utilizando un amplificador operacional inversor de ganancia unitaria.

### Filtro de cruce de Linkwitz-Riley de cuarto orden (L-R4)
Los filtros de cruce de Linkwitz-Riley de cuarto orden (L-R4) son probablemente el tipo de filtros de cruce de audio más utilizados en la actualidad. Se construyen conectando en cascada dos filtros Butterworth de segundo orden. Su pendiente es 24 dB/octava (80 dB/década). La diferencia de fase asciende a 360°, es decir, los dos transductores aparecen en fase, aunque con un retardo de tiempo de período completo para la sección de paso bajo.

### Filtro de cruce de Linkwitz-Riley de octavo orden (L-R8)
Los filtros de cruce de Linkwitz-Riley de octavo orden (L-R8) tienen una pendiente muy pronunciada, 48 dB/octava (160 dB/década) pendiente. Se pueden construir conectando en cascada dos filtros Butterworth de cuarto orden.